# Márcio Rodrigues
Márcio Rodrigues conegut com a Magrão (São Paulo, Brasil, 20 de desembre de 1978) és un futbolista brasiler que ha disputat tres partits amb la selecció del Brasil.